# Liste der Geotope im Landkreis Kelheim
Diese Liste enthält die Geotope des niederbayerischen Landkreises Kelheim in Bayern.
Die Liste enthält die amtlichen Bezeichnungen für Namen und Nummern des Bayerischen Landesamtes für Umwelt (LfU) sowie deren geographische Lage. Diese Liste ist möglicherweise unvollständig. Im Geotopkataster Bayern sind etwa 3.400 Geotope (Stand März 2020) erfasst. Das LfU sieht einige Geotope nicht für die Veröffentlichung im Internet geeignet. Einige Objekte sind zum Beispiel nicht gefahrlos zugänglich oder dürfen aus anderen Gründen nur eingeschränkt betreten werden.
| Name                                                    | Bild           | Geotop ID | Gemeinde / Lage                | Geologische Raumeinheit | Beschreibung | Fläche m² / Ausdehnung m | Geologie                                                                                 | Aufschlussart                  | Wert               | Schutzstatus                                             | Bemerkung                                     |
| ------------------------------------------------------- | -------------- | --------- | ------------------------------ | ----------------------- | --- | ------------------------ | ---------------------------------------------------------------------------------------- | ------------------------------ | ------------------ | -------------------------------------------------------- | --------------------------------------------- |
| Flügelsberg bei Meihern                                 | weitere Bilder | 273A001   | Riedenburg Position            | Südliche Frankenalb     | Der Felssporn zeigt Riffdolomite des Mittleren Malm, die im Top gekappt und von dünnbankigen dolomitischen Kalken des Malm Epsilon überlagert werden. Die Schichtkalke zeigen eine Verbindung der (zwischen Riffen gelegenen) Schichtfazieswannen von Dietfurt und Painten über den Speckelsberger Kanal an. Eine dünne Konglomeratbank an der Basis der Schichtkalke deutet submarine Erosion im Kanal an. | 1600 80 × 20             | Typ: Diskordanz, Gesteinsart, Schichtfolge, Felsturm/-nadel Art: Dolomitstein, Kalkstein | Hanganriss/Felswand            | wertvoll           | Naturdenkmal, Landschaftsschutzgebiet, FFH-Gebiet        |                                               |
| Ehemaliger Steinbruch N von Jachenhausen                |                | 273A002   | Riedenburg Position            | Südliche Frankenalb     | In dem ehemaligen Steinbruch am Westrand der Paintner Plattenkalkwanne wurde seit dem 19. Jhd. Plattenkalke des unteren Malm Zeta zur Nutzung als Dachplatten abgebaut. Nach der Stilllegung in den 1980er Jahren wurde der Bruch weitgehend verfüllt. Verblieben sind nur ein paar kleine Aufschlüsse. Charakteristisch für die Schichtfolge in Jachenhausen waren die Krummen Lagen – Gleitfalten, die in untermeerischen Rutschungen entstanden waren. Im Steinbruch wurden einige bedeutende Fossilfunde gemacht. Während Fossilien immer noch zu finden sind, sind die Krummen Lagen, bis auf spärliche Anklänge und Reste nicht mehr erschlossen. | 20000 200 × 100          | Typ: Tierische Fossilien, Sedimentstrukturen Art: Kalkstein                              | Steinbruch                     | wertvoll           | Landschaftsschutzgebiet, Naturpark                       |                                               |
| Ehemaliger Steinbruch Kalkofen W von Bad Abbach         |                | 273A005   | Bad Abbach Position            | Südliche Frankenalb     | Der Bruch erschließt dolomitisierten Riffkalk, der mit welliger Transgressionsfläche von Regensburger Grünsandstein überlagert wird. Die Gesteine sind eng von vertikaler Klüftung durchzogen. In Karstspalten finden sich graue Sande der unterkretazischen Schutzfelsschichten. | 900 90 × 10              | Typ: Diskordanz, Schichtfolge Art: Dolomitstein                                          | Steinbruch                     | wertvoll           | kein Schutzgebiet                                        |                                               |
| Ehemaliger Steinbruch ENE von Netzstall                 |                | 273A007   | Painten Position               | Südliche Frankenalb     | Die Bankkalke (unten) und Kieselkalke und Plattensilex (oben) in dem bereits von ROLL (1940) beschriebenen kleinen Steinbruchs gehören in die Torleite-Formation (Malm Epsilon 1+2). Die Bankkalke stellen die normale Ausprägung der Torleite-Formation dar und werden heute – benannt nach diesem Aufschluss – als Netzstall-Subformation (früher subemela-Zone) bezeichnet, während Kieselkalke und Plattensilex der Arnstorf-Subformation (früher setatus-Zone) angehören. Der Steinbruch ist heute sehr stark zugewachsen. Und die bereits seit mehr als 80 Jahren offene Wand ist teilweise schon verfallen. Dort wo sie noch offen zugänglich ist, hat sie gefährliche Überhänge. so dass die Gefahr eines herabstürzens besteht. Deshalb sollte dieser Aufschluss nur von der Straße aus angesehen werden!                                            | 30 15 × 2                | Typ: Typlokalität, Schichtfolge, Tierische Fossilien Art: Kalkstein                      | Steinbruch                     | wertvoll           | Landschaftsschutzgebiet                                  |                                               |
| Verkieselte Reinhausener Schichten NE von Kelheim       |                | 273A008   | Frauenforst Position           | Südliche Frankenalb     | Im Bereich des Gipfels der Höhe 495 treten alttertiäre Verkieselungen in Reinhausener Schichten (Unterturon) auf. Das graue, harte Gestein zeigt wenig primäre Gesteinsmerkmale. An einer knapp 1 m hohen Klippe lassen sich aber reliktisch Schichtfugen erkennen (Aufschluss stark zugewachsen). In der Umgebung gibt es einige Einzelblöcke verkieselter Gesteine, so genannte Kallmünzer. Sowohl der Zeitpunkt als auch der Prozess der Einkieselung ist bis heute nicht zufriedenstellend geklärt. | 250 25 × 10              | Typ: Gesteinsart, Reliktgesteine Art: Kalksandstein                                      | Felshang/Felskuppe             | bedeutend          | kein Schutzgebiet                                        |                                               |
| Ehemalige Steinbrüche E von Kelheimwinzer               |                | 273A009   | Kelheim Position               | Südliche Frankenalb     | Im Hang befinden sich einige stark verfallene alte Steinbrüche. Anstehend sind Jura-Kalke, die von einer ca. 3–5 Meter mächtigen Schotternagelfluh überlagert werden. Die Schotter führen v. a. alpine Gerölle, daneben in Lagen scherbige bis kantengerundete Juraplattenkalke. Es handelt sich um ein Zeugnis des altpleistozänen Donaulaufes. Da der Böschungsfuß stark bewachsen und schlecht begehbar ist, sind die Aufschlüsse kaum zugänglich. | 360 120 × 3              | Typ: Diskordanz, Terrasse Art: Konglomerat, Kalkstein                                    | Steinbruch                     | wertvoll           | FFH-Gebiet                                               |                                               |
| Ehemaliger Steinbruch am Teufelsfelsen SW von Alkofen   |                | 273A010   | Bad Abbach Position            | Südliche Frankenalb     | Im Steinbruch sind Jurakalke der Kelheimer Fazies sowie überlagernd Regensburger Untere Grünsandsteine aufgeschlossen. Im Kalk sind tiefe Spalten und Höhlen zu erkennen, die bei der Transgression mit präcenomanen und cenomanen Sedimenten verfüllt wurden. | 200 20 × 10              | Typ: Schichtfolge, Diskordanz, Karstschlot, Karstspalte Art: Kalkstein, Sandstein        | Steinbruch                     | bedeutend          | Naturdenkmal                                             |                                               |
| Ehemalige Steinbrüche am Mühlberg SE von Dantschermühle |                | 273A011   | Bad Abbach Position            | Südliche Frankenalb     | Die alten Steinbrüche an der Dantschermühle zeigen das umfassendste Kreideprofil im Landkreis Kelheim: Regensburg Formation, Eibrunn Formation (mit der mikropaläontologisch nachgewiesener Cenoman-Turon-Grenze) und Reinhausen Subformation der Winzerberg Formation. Gut zugänglich ist aber nur der Grünsandstein, während die erosionsempfindlichen überlagernden Schichten weitgehend verrutscht und überrollt sind. Ziel des Abbaus war der massige Untere Grünsandstein der Regensburg Formation, der deutliche Bearbeitungsspuren aufweist. | 2400 80 × 30             | Typ: Typlokalität, Tierische Fossilien, Schichtfolge Art: Kalksandstein, Mergelstein     | Steinbruch                     | besonders wertvoll | Naturdenkmal                                             |                                               |
| Plattenkalke E von Haderfleck                           |                | 273A013   | Kelheim Position               | Südliche Frankenalb     | Im unteren Bereich des Donausteilhanges treten Schichten des Malm Zeta 1–2 (Solnhofener Schichten) in Form von Plattenkalken und wenigen dünnen Kalkschiefern auf. Der Großteil des Schichtverbandes ist durch auffällige Gleitfaltung deformiert. Hangaufwärts erfolgt der abrupte Übergang zu den Papierschiefern des Malm Zeta 3a. Dieser Aufschlussteil ist schlecht zugänglich und weitgehend verfallen. Die Plattenkalke bei Haderfleck gehören zu den Schichtfazies der Hienheimer Wanne. | 2400 80 × 30             | Typ: Sedimentstrukturen, Schichtfolge Art: Kalkstein                                     | Prallhang/Flussbett/Bachprofil | bedeutend          | Landschaftsschutzgebiet, FFH-Gebiet, Naturpark           |                                               |
| Ehemaliger Papierschieferbruch S von Hohenpfahl         |                | 273A014   | Kelheim Position               | Südliche Frankenalb     | In zwei Brüchen sind Plattenkalke und Schiefer (dünnschichtige Kalkgesteine unter 1 cm Stärke) der Kelheimer Wanne aufgeschlossen (Malm zeta 2 und 3). Im unteren Teil tritt neben Plattenkalk vor allem sog. Kartonschiefer auf. Zum Hangenden verringern sich die Schichtstärken auf wenige mm zu Papierschiefer. Der hohe Tongehalt macht die Papierschieferfolge sehr verwitterungsanfällig. Die Brüche verfallen daher schnell. Heute ist nur noch ein Teil der Schichtfolge aufgeschlossen. | 50 10 × 5                | Typ: Gesteinsart, Sedimentstrukturen Art: Kalkstein                                      | Steinbruch                     | bedeutend          | kein Schutzgebiet                                        |                                               |
| Ehemaliger Steinbruch am Linsberg NE von Abensberg      |                | 273A015   | Abensberg Position             | Südliche Frankenalb     | Der kleine Steinbruch erschloss eine Schichtfolge am NW-Rand der Pullacher Wanne. Über der unruhig-welligen nach SW einfallenden Obergrenze des Kelheimer Kalk und mit diesem verzahnt folgten Bankkalke mit Fein- und Grobschuttlagen und Hornsteinen (in der Literatur teilweise als Abensberger Kalk bezeichnet). Das heute noch aufgeschlossene Profil am oberen Teil der Westwand zeigt Plattenkalke mit gebänderten Hornsteinplatten sowie Feinschutt führenden Dünnbänken. Der Rest des Profils ist verhüllt. | 1000 50 × 20             | Typ: Schichtfolge Art: Kalkstein, Hornstein                                              | Steinbruch                     | wertvoll           | Naturdenkmal                                             |                                               |
| Westlicher Seeholzbruch NW von Offenstetten             |                | 273A016   | Abensberg Position             | Donau-Isar-Hügelland    | In dem ehemaligen Steinbruch war die folgende Schichtfolge aufgeschlossen: über massigen fossilreichen Kelheimer Kalken folgten kreidige Mörtelkalke, hornsteinreiche Kalke, Abensberger Bankkalke und normale Plattenkalke des unteren Malm Zeta. Das Gelände ist inzwischen ziemlich verwachsen und verstürzt. Gut zu sehen ist nur noch der obere Abschnitt des Profils mit Bank- und Plattenkalken. | 5000 100 × 50            | Typ: Schichtfolge Art: Kalkstein                                                         | Steinbruch                     | bedeutend          | Naturdenkmal                                             |                                               |
| Aufschluss am Eichelberg E von Marching                 |                | 273A018   | Neustadt an der Donau Position | Donaumoos               | Die ehemalige Abbaustelle am Donauhang zeigt verwitterten Riffdolomit, der hier von einer mächtigen Lößschicht überlagert wird. Der Aufschluss ist stark verwachsen und verfallen und dadurch fast unzugänglich. | 30 15 × 2                | Typ: Gesteinsart Art: Dolomitstein, Lehm                                                 | Hanganriss/Felswand            | bedeutend          | Landschaftsschutzgebiet                                  |                                               |
| Papierschiefer-Aufschluss S von Weltenburg              |                | 273A019   | Kelheim Position               | Südliche Frankenalb     | In dem kleinen Aufschluss waren früher gleitgefaltete Plattenkalke des Malm Zeta 2 und darüber Papierschiefer des Malm Zeta 3 (lassen sich in bergfeuchtem Zustand biegen!) zu sehen. Heute ist dieser Aufschluss fast vollständig verstürzt und zugewachsen. Lediglich ein kurzer Ausschnitt der Papierschieferfolge ist noch zu erkennen. | 80 10 × 8                | Typ: Schichtfolge Art: Kalkstein                                                         | Steinbruch                     | bedeutend          | FFH-Gebiet                                               |                                               |
| Ehemaliger Dolomitbruch NE von Marching                 |                | 273A021   | Neustadt an der Donau Position | Südliche Frankenalb     | Großer ehemaliger Steinbruch in den massigen Riffdolomiten des Altmannstein-Marchinger Riffzuges. Die ehemaligen Massenkalke (Schwamm-Algen-Riffkalke) sind später dolomitisiert worden. | 25000 250 × 100          | Typ: Gesteinsart Art: Dolomitstein                                                       | Steinbruch                     | geringwertig       | Landschaftsbestandteil                                   |                                               |
| Steinbrüche am Hanselberg W von Oberndorf               |                | 273A024   | Bad Abbach Position            | Südliche Frankenalb     | Am Donauhang westlich Oberndorf sind durch mehrere inzwischen aufgelassene Steinbrüche mit mehr als 40 m hohen Wänden massige Riffdolomite des Malm epsilon bis zeta (Oberkimmeridge/Untertithon) aufgeschlossen. Infolge der spätdiagenetischen Dolomitisierung sind Fossilien und ursprünglichen Strukturen des Gesteins weitgehend verschwunden. Durch den Abbau sind zahlreiche, teilweise lehmig verfüllte Karsthohlräume angeschnitten worden. In den Sturzblöcken findet sich alter Sinter (Tropfsteine). | 12000 300 × 40           | Typ: Gesteinsart, Karstschlot, Karstspalte Art: Dolomitstein                             | Steinbruch                     | bedeutend          | FFH-Gebiet, Vogelschutzgebiet                            |                                               |
| Kreuzfelsen bei Riedenburg                              |                | 273A027   | Riedenburg Position            | Südliche Frankenalb     | Die Felsen an der Ostseite des Schambachtales zeigen zwei Dolomit-Riffkuppeln aus dem Malm Delta. Die einzelnen Kuppeln haben Durchmesser von 80 – 100 m und wölben sich etwa 20 m hoch auf (zwiebelschalenartige dicke Schwammdolomit-Bänke). | 16000 200 × 80           | Typ: Sedimentstrukturen, Felswand/-hang Art: Dolomitstein                                | Hanganriss/Felswand            | wertvoll           | Naturdenkmal, Vogelschutzgebiet, Naturpark               |                                               |
| Ehem. Steinbruch Buchenhöhe NNE von Painten             |                | 273A028   | Painten Position               | Südliche Frankenalb     | Der aufgelassene Steinbruch an der Buchenhöhe, direkt gegenüber dem großen Steinbruch Rygol, erschließt gebankte Jurakalke aus dem Bereich der Paintner Plattenkalkwanne. Die Schichtfolge umfasst einen Teil des Profils (Malm epsilon/zeta). | 2500 50 × 50             | Typ: Gesteinsart, Schichtfolge, Sedimentstrukturen Art: Kalkstein                        | Steinbruch                     | bedeutend          | kein Schutzgebiet                                        |                                               |
| Grünsandsteinbrüche bei Ihrlerstein                     | weitere Bilder | 273A029   | Ihrlerstein Position           | Südliche Frankenalb     | Die Steinbrüche von Ihrlerstein mit Jurakalk und überlagernden Kreidesandsteinen sind Herkunftsort der Bausteine zahlreicher Bauten König Ludwigs I. (u. a. Befreiungshalle). Während der Jurabruch schon lange aufgelassen ist, wurden z. B. für den Bau der Neuen Pinakothek bis in die 80er Jahre Regensburger Grünsandstein gewonnen. Das aufgeschlossene Profil zeigt 2 Dickbänke (je 3–4 m) aus grünlichem Sandstein mit vielen dickschaligen Muscheln und überlagernd 5–6 m dünnbankigen Kalksandstein. | 1600 80 × 20             | Typ: Schichtfolge, Gesteinsart, Sedimentstrukturen Art: Kalksandstein                    | Steinbruch                     | bedeutend          | Naturpark                                                |                                               |
| Riffschuttaufschluss in Riedenburg                      |                | 273A031   | Riedenburg Position            | Südliche Frankenalb     | In einem kleinen Aufschluss direkt an der Austraße in Riedenburg sind meterdicke Dolomit-Bänke aufgeschlossen, die ca. 40° nach Nordosten geneigt sind. Sie dokumentieren das sehr steile Einfallen einer Riffkuppel des mittleren Malm (Oberer Jura). Teilweise werden die Bänke von Dolomitbreccien gebildet, deren Komponenten cm bis mehrere dm groß sind. Diese Breccien werden als Riffschutt interpretiert, der während des Riffwachstums durch die Erosion nahe der Wasseroberfläche entstand. Der Aufschluss in Riedenburg ist eine der sehr wenigen Stellen, an denen derartige Breccien im Frankendolomit so bequem erreichbar sind. | 150 30 × 5               | Typ: Sedimentstrukturen, Schichtfolge, Gesteinsart Art: Breccie, Dolomitstein            | sonstiger Aufschluss           | wertvoll           | Naturpark                                                |                                               |
| Bentonit-Abbau NW von Straß                             |                | 273G001   | Mainburg Position              | Donau-Isar-Hügelland    | Der ehemalige Tagebau auf Bentonit liegt ca. 250 m NW von Straß im Wald. Zuletzt wurde hier in den 1940er bis 1950er Jahren abgebaut. Pingen weisen auf einen Untertagebau hin. Bei dem Vorkommen handelt sich um eine der wenigen Stellen in der Bayerischen Molasse, wo die zu Bentonit umgewandelten vulkanischen Tuffe direkt anstehen. Derzeit gibt es keine Aufschlüsse, aber es finden sich Lesesteine eines grünlichen, harten und plattigen Gesteins (als Harte Platte bezeichnet), das als Abraum verworfen wurde. Inzwischen (2014) ist ein neuer Tagebau an die alten Abbauspuren herangerückt. | 100 10 × 10              | Typ: Steinbruch/Grube, Gesteinsart Art: Bentonit                                         | Lehmgrube/Tongrube/Mergelgrube | wertvoll           | kein Schutzgebiet                                        |                                               |
| Felsen am Löwendenkmal SW von Bad Abbach                | weitere Bilder | 273G002   | Bad Abbach Position            | Südliche Frankenalb     | Bei Hochwasser war die Straßenverbindung für die Postkutsche zwischen Saal und Abbach unterbrochen. Daher wurden in den Jahren 1794 bis 1792 am Donauprallhang umfangreiche Arbeiten zur Verbesserung der Situation vorgenommen. Dazu wurden größere Sprengungen an den Felswänden durchgeführt. Das abgesprengte Material wurde dazu benutzt, die Straße über das Donauufer zu erhöhen. Gedenktafel und Löwendenkmal sollen an diese, für die damalige Zeit hohe ingenieurtechnische Leistung erinnern. | 25000 250 × 100          | Typ: Bearbeiteter Fels Art: Kalkstein                                                    | Böschung                       | bedeutend          | Naturdenkmal                                             |                                               |
| Alte Ziegelei E von Marching                            |                | 273G003   | Neustadt an der Donau Position | Südliche Frankenalb     | Das Grubengelände der ehemaligen Ziegelei Marching ist stark verfallen und überwachsen. Es finden sich noch beeindruckende Reste der Ziegeleianlagen. Hinter den Ruinen der Brennöfen sind an der Grubenwand würmglaziale Lößlehme und Löß angeschnitten. Der tieferliegende, braune Lößlehm des Riß-Würm-Interglazialbodens ist nicht mehr aufgeschlossen. Die maximal 2,5 m hohe Lößwand weist zahlreich Brutröhren von Vögeln und Insekten auf. | 60 30 × 2                | Typ: Brennofen/Ziegelei, Gesteinsart, Fossiler Boden Art: Löß, Lößlehm                   | Lehmgrube/Tongrube/Mergelgrube | wertvoll           | kein Schutzgebiet                                        |                                               |
| Neolithische Hornsteinabbaue bei Arnhofen               |                | 273G004   | Abensberg Position             | Donau-Isar-Hügelland    | Im Kiesgrubengelaende wurden 1984–86 Ausgrabungen in ehem. Abbauschaechten durchgefuehrt. Geraete aus Hornstein der Pullacher Wanne sind von mittelneolithischen Siedlungen in weiter Verbreitung, da die plattige Ausbildung des Rohmaterials den zu di eser Zeit bevorzugten Stil an Waffen und Geraeten (schmale Klingen und Spitzen) bei der Herstellung entgegenkam. Arnhofen kann nach vorliegende Untersuchungen als ein Produktionszentrum von Hornsteingeraeten im Mittelneolithikum. |                          | Typ: Schacht Art: Hornstein                                                              | Steinbruch                     | wertvoll           | kein Schutzgebiet                                        | Möglicherweise vom LfU gestrichen (Okt. 2018) |
| Schürfgrubenfeld am Hirschberg W von Kelheim            |                | 273G005   | Kelheim Position               | Südliche Frankenalb     | Am Sporn zwischen Altmühl und Donau gibt es als Zeugen historischer Eisenerzgewinnung mehrere Schürfgrubenfelder. Im Rückstandslehm der Albüberdeckung sind sogenannte Bohnerze (Eisenhydroxidkonkretionen) angereichert, die bereits durch die Kelten zur Eisenherstellung abgebaut wurden. Die eisenzeitlichen Abbaue sind als weite, unregelmäßige Gruben zu erkennen, tiefe Trichtergruben stammen von Abbauschächten des frühen Mittelalters. Das Feld am Keltenwall ist ein Beispiel eines Abbaufeldes. | 100000 500 × 200         | Typ: Pinge/nfeld Art: Eisen-/Manganerz, Ton, Sand                                        | kein Aufschluss                | bedeutend          | Naturschutzgebiet, Bodendenkmal, Landschaftsschutzgebiet |                                               |
| Tropfsteinhöhle Schulerloch (Schauhöhle)                | weitere Bilder | 273H001   | Essing Position                | Südliche Frankenalb     | Das Große Schulerloch, das als Schauhöhle gefahrlos besichtigt werden kann, gehört mit 420 m vermessener Ganglänge zu den längsten Höhlen im Bereich des Unteren Altmühltales. Der größte Raum der Höhle umfasst fast 800 m² und ist 8 m hoch. Die Höhle weist stellenweise interessanten Tropfsteinschmuck auf. Wissenschaftliche Grabungen im Höhlensediment lieferten nicht nur Knochenfunde eiszeitlicher Tiere, sondern auch archäologische Funde aus der Alt- und Mittelsteinzeit sowie der Bronzezeit. | 1260 420 × 3             | Typ: Karst-Horizontalhöhle Art: Kalkstein                                                | Höhle                          | wertvoll           | Naturschutzgebiet, Naturdenkmal, Landschaftsschutzgebiet |                                               |
| Grundlose Grube NE von Ihrlerstein                      |                | 273H002   | Frauenforst Position           | Südliche Frankenalb     | Die Grundlose Grube ist weniger als Doline, sondern als Schachthöhle zu betrachten. Es handelt sich um einen etwa 35 m tiefen Schacht mit 3–4 m weiter Öffnung. Die trichterförmige Öffnung liegt im Grünsandstein, nach 6 m ist die Grenze zum Jura-Massenkalk erreicht. Hier erweitert sich der Schacht auf 7–9 m. Ab dieser Teufe tritt eine zunehmende Verengung ein. Die Sohle ist mit Lockermassen verfüllt. Die Grundlose Grube gehört zu den Karsterscheinungen jüngeren (quartären) Alters. Die Grundlose Grube ist ein europaweit bedeutendes Fledermausquartier. Zum Erhalt der Höhle als Ganzjahreslebensraum besteht deshalb ein GANZJÄHRIGES BETRETUNGSVERBOT! Eine höhlenkundliche Erforschung ist im Einzelfall möglich, erfordert jedoch eine Ausnahmegenehmigung. Ansprechpartner ist die Untere Naturschutzbehörde am Landratsamt Kelheim. | 315 35 × 9               | Typ: Karst-Schachthöhle Art: Kalkstein                                                   | kein Aufschluss                | wertvoll           | FFH-Gebiet                                               |                                               |
| Klausenhöhlen W von Neuessing                           | weitere Bilder | 273H003   | Essing Position                | Südliche Frankenalb     | Im Felshang gegenüber Essing folgen etagenartig übereinander mehrere Höhlen und Halbhöhlen (Abri). Die Höhlen dokumentieren verschiedenen Eintiefungsstadien des Karstwasserspiegels, gekoppelt an die Eintiefung der Altmühl-Donau. Die hallenartigen Klausenhöhlen gehören zu den bedeutendsten eiszeitlichen Fundstellen Bayerns. An der obersten Westlichen Klause schließt sich an den Vorraum ein 70 m langer gewundener Gang an. | 3500 70 × 50             | Typ: Karst-Horizontalhöhle, Tierische Fossilien Art: Kalkstein                           | Höhle                          | wertvoll           | Landschaftsschutzgebiet, FFH-Gebiet, Vogelschutzgebiet   |                                               |
| Schwefelquellen im Sippenauer Moor SE von Mitterfecking | weitere Bilder | 273Q001   | Saal an der Donau Position     | Südliche Frankenalb     | Am Südrand des Feckinger Tales entspringen ca. 20 kleinere Quellen mit Schüttungen bis 5 l/s. Das Quellwasser, das als Besonderheit teilweise einen deutlichen Geruch nach Schwefelwasserstoff (H2S) aufweist, stammt aus dem verkarsteten Malm unter dem Molassebecken. Die Quellen zeichnen eine Störungszone nach, an der die Malmkalktafel zerbrochen ist und die dem Karstwasser gute Transportwege bietet. Charakteristische weiße Bakterienrasen kleiden die Wasserläufe der Schwefelwässer aus. | 4 2 × 2                  | Typ: Verengungsquelle Art: Kalkstein                                                     | kein Aufschluss                | besonders wertvoll | Naturschutzgebiet, FFH-Gebiet                            |                                               |
| Karstquelle in Gundlfing                                | weitere Bilder | 273Q002   | Riedenburg Position            | Südliche Frankenalb     | Die nahe dem Quellbereich zum Antreiben einer Mühle gefasste Karstquelle ist Austrittspunkt eines weitreichenden Karstwassersystems im Malmkalk. Markierungsversuche zeigen den Zusammenhang der Quelle mit Dolinen im Raum Perletzhofen. Die Schüttung beträgt durchschnittlich 35 l/s, kann aber bei Durchbrüchen von zeitweise verstopften Dolinen auf viele 100 l/s ansteigen. | 40 8 × 5                 | Typ: Verengungsquelle Art: Kalkstein                                                     | kein Aufschluss                | wertvoll           | Naturdenkmal, Landschaftsschutzgebiet, Naturpark         |                                               |
| Blautopf Weihermühle NW von Essing                      | weitere Bilder | 273Q003   | Essing Position                | Südliche Frankenalb     | Auf Talniveau am Fuß des felsdurchsetzten Hanges tritt in einem mehrere Meter tiefen Quelltopf Karstwasser zu Tage, das in einem kleinen Bachlauf direkt der Altmühl zufließt. Die mittlere Schüttung beträgt ca. 300 l/s. Die Karstquelle Weihermühle zeigt von den Quellen des unteren Altmühltales den größten Unterschied zwischen Niedrig- und Hochwasserschüttung. Bei Markierversuchen mit Eingaben von Tracern bei Painten, Grafenstadl, Keilsdorf wurden in der Quelle die Stoffe nachgewiesen. | 96 12 × 8                | Typ: Verengungsquelle Art: Kalkstein                                                     | kein Aufschluss                | wertvoll           | Vogelschutzgebiet, Naturpark                             |                                               |
| Petersbrunnen in Deising                                | weitere Bilder | 273Q004   | Riedenburg Position            | Südliche Frankenalb     | In Deising tritt unterhalb der Kirche knapp über der Talsohle des Altmühltals eine Karstquelle zu Tage. Die mittlere Schüttung liegt bei 350 l/s. Ein Teil des Quellaustritts ist verbaut, das restliche Wasser entströmt zwei Quelltrichtern im anschließenden Bachbett (Forellenzucht). Markierungsversuche haben gezeigt, dass die westlich anschließende Hochfläche zum Petersbrunnen in Deising entwässert. | 75 25 × 3                | Typ: Verengungsquelle Art: Kalkstein                                                     | kein Aufschluss                | bedeutend          | Naturpark                                                |                                               |
| Dolomitfelsen mit Ruine Tachenstein W von Riedenburg    | weitere Bilder | 273R001   | Riedenburg Position            | Südliche Frankenalb     | Das Felsmassiv stellt den herausgewitterten Rest einer weitgespannten Riffkuppel aus Dolomit dar (Malm Delta). Die Ruine steht bereits auf den dickbankigen Dolomiten des Malm Epsilon. Unterhalb der Ruine sind Reste von Höhlen und Karsterscheinungen zu erkennen. Die Höhlenruinen sind Reste eines fossilen, hochliegenden Karstsystems. | 30000 300 × 100          | Typ: Felsburg, Karst-Halbh./Naturbrücke, Felsturm/-nadel Art: Dolomitstein               | Hanganriss/Felswand            | wertvoll           | Naturdenkmal, Landschaftsschutzgebiet, FFH-Gebiet        |                                               |
| Frauenstein S von Riedenburg                            |                | 273R002   | Riedenburg Position            | Südliche Frankenalb     | Der Frauenstein ist ein rundlich verwitternder Dolomitklotz mit einer aufsitzenden Felsnadel. In einer Felsnische ist eine Marienstatue aufgestellt. | 15 5 × 3                 | Typ: Felsturm/-nadel Art: Dolomitstein                                                   | Hanganriss/Felswand            | geringwertig       | Naturdenkmal, Landschaftsschutzgebiet, FFH-Gebiet        |                                               |
| Aussichtsfelsen N von Obereggersberg                    |                | 273R003   | Riedenburg Position            | Südliche Frankenalb     | Der Schlossfelsen Untereggersberg ist ein markanter Dolomitfelsen am Altmühl-Prallhang. Im Oberjura bedeckte ein Flachmeer mit Riffbereichen und Becken den Bereich der heutigen Frankenalb. Während des Malm Delta erreichten die massigen Riffe die größte Ausdehnung. Die im Zuge der Diagenese in Dolomit umgewandelten Felsen sind heute als Felstürme herauspräpariert und verleihen der Landschaft des unteren Altmühltals ihr einmaliges Gepräge. | 800 40 × 20              | Typ: Felsburg Art: Dolomitstein                                                          | Hanganriss/Felswand            | bedeutend          | Landschaftsschutzgebiet, Vogelschutzgebiet, Naturpark    |                                               |
| Sesselfelsen-Wand bei Neuessing                         | weitere Bilder | 273R004   | Essing Position                | Südliche Frankenalb     | Imposante Massenkalk-Felswand mit Riffkuppelstruktur. Die vertikale Klüftung des Gesteins bewirkt turmförmige Verwitterungsformen. Hohlkehlen und Felsdächer am Fuß der Felswand (unmittelbar hinter den Häusern) sind auf die Erosion der Altmühldonau zurückzuführen. In den Halbhöhlen wurden altsteinzeitliche Funde gemacht. Die Wand selbst ist eine Störungsfläche. | 37000 370 × 100          | Typ: Felswand/-hang, Karst-Halbh./Naturbrücke Art: Kalkstein                             | Hanganriss/Felswand            | wertvoll           | Landschaftsschutzgebiet, FFH-Gebiet, Naturpark           |                                               |
| Weltenburger Enge                                       | weitere Bilder | 273R005   | Kelheim Position               | Südliche Frankenalb     | Die Weltenburger Enge wird als epigenetisches Durchbruchstal eines pleistozänen Altmühl-Donau-Nebenflusses (Ingolstädter Albsaumfluß) gedeutet. Die Donau selbst nutzt dieses Tal erst seit ca. 70.000 Jahren. Das Engtal ist von hohen massigen Felswänden begrenzt, in denen kleinere Höhlen entwickelt sind. Bereits 1840 wurde von König Ludwig I. die Erhaltung der Weltenburger Enge verfügt. Damit ist das NSG Weltenburger Enge sowohl das erst Naturschutzgebiet Bayerns als auch das dienstälteste Geotop. 1978 wurde das NSG zudem mit dem Europadiplom ausgezeichnet. | 2200000 5500 × 400       | Typ: Durchbruchstal, Felswand/-hang, Karst-Horizontalhöhle Art: Kalkstein                | Prallhang/Flussbett/Bachprofil | besonders wertvoll | Naturschutzgebiet, Landschaftsschutzgebiet, FFH-Gebiet   | Bayerns schönste Geotope Nr. 13               |
| Schlossfelsen Prunn N von Nußhausen                     | weitere Bilder | 273R006   | Riedenburg Position            | Südliche Frankenalb     | Schloss Prunn thront auf einem markanten Riffkalk-Felsen der sich dort hoch über das Altmühltal heraushebt. Gebildet wurden die Felsen im Oberjura im Malm delta und epsilon. Die höheren Partien reichen vermutlich bis in den Malm zeta. Die Felsen aus Plumpen Felsenkalk bei Prunn gehören zu den wichtigen landschaftsgestaltenden Elemente des unteren Altmühltales. Vom Burgfelsen hat man einen weiten Blick über das Altmühltal. | 80000 800 × 100          | Typ: Felsburg Art: Kalkstein                                                             | Hanganriss/Felswand            | bedeutend          | Naturschutzgebiet, Landschaftsschutzgebiet, FFH-Gebiet   |                                               |
| Sippenauer Moor ESE von Mitterfecking                   | weitere Bilder | 273R007   | Saal an der Donau Position     | Südliche Frankenalb     | Das Sippenauer Moor (oder Moos) in Feckinger Tal ist ein Niedermoor mit Streuwiesen, Schilfarealen und lichten Gehölzen. Gespeist wird es durch eine Vielzahl von Quellen vor allem an seinem Südwestrand. Hohe Schwefelwasserstoffgehalte der Quellen begünstigten die Ablagerung Sapropelen (Faulschlamm) innerhalb der Torfbildungen. | 120000 600 × 200         | Typ: Niedermoor, Verengungsquelle Art: Torf                                              | kein Aufschluss                | bedeutend          | Naturschutzgebiet, FFH-Gebiet                            |                                               |
| Falkenhorstfelsen W von Jachenhausen                    |                | 273R008   | Riedenburg Position            | Südliche Frankenalb     | Der Falkenhorstfelsen, ein Felssporn aus Riffdolomit am Altmühl-Prallhang, ist einer der vielen Felstürme, die dem Altmühltal sein unverwechselbares Aussehen verleihen und den Reiz der Landschaft ausmachen. | 3000 150 × 20            | Typ: Felsturm/-nadel Art: Dolomitstein                                                   | Hanganriss/Felswand            | bedeutend          | Naturpark, Landschaftsschutzgebiet, FFH-Gebiet           |                                               |
| Schlossberg Rosenburg bei Riedenburg                    | weitere Bilder | 273R009   | Riedenburg Position            | Südliche Frankenalb     | Die seit dem unteren Malm fortschreitende Riffbildung führte im Gebiet um Riedenburg zu ausgedehnten Riffzügen. Riffbildner waren vor allem Schwamm- und Algenkolonien. Die Riffdolomitfelsen am Schlossberg zeichnen mit undeutlichen Schichtfugen die Form des ehemaligen Schwammriffs nach. | 30000 300 × 100          | Typ: Felsburg Art: Dolomitstein                                                          | Hanganriss/Felswand            | bedeutend          | Landschaftsschutzgebiet, FFH-Gebiet, Naturpark           |                                               |
| Teufelsfelsen SW von Alkofen                            |                | 273R010   | Bad Abbach Position            | Südliche Frankenalb     | Ca. 200 m lange und 60 m hohe Felswand in massigem Riffkalk am ehemaligen Donau-Prallhang. Das Gestein besteht aus massigen Schwamm-Algen-Riffkalk mit Übergängen zu Kelheimer Kalk (Fossilschuttkalk). Im südlichen Teil des von Höhlen durchzogenen Felsens kam es zu einem Felssturz. | 400 200 × 2              | Typ: Felswand/-hang, Felssturz Art: Kalkstein                                            | Hanganriss/Felswand            | bedeutend          | Naturdenkmal                                             |                                               |
| Dünen im Seeholz NW von Offenstetten                    | weitere Bilder | 273R011   | Abensberg Position             | Donau-Isar-Hügelland    | Im Seeholz zwischen Abensberg und Offenstetten finden sich auf Hochterrassenschotter (Altabens-Terrasse) Reste einer ausgedehnten Dünenlandschaft aus dem Spät- bis Postglazial. Der geomorphologische Formenschatz hat sich unter der Waldbedeckung (im Gegensatz zu landwirtschaftlich genutzten Flächen) erhalten. Die Dünen sind vor allem als W-E gerichtete Strichdünen ausgebildet, es treten aber auch Quer- und Sicheldünen auf. Nach W verflachen die Reliefformen zu flachwelligen Flugsanddecken. | 140000 700 × 200         | Typ: Dünenfeld Art: Sand                                                                 | kein Aufschluss                | bedeutend          | Naturschutzgebiet, FFH-Gebiet                            | Bayerns schönste Geotope Nr. 78               |
| Dünen W von Siegenburg                                  |                | 273R012   | Siegenburg Position            | Donau-Isar-Hügelland    | Am Rand des Abenstal trifft man im Osten des Dürnbucher Forstes auf ein großes Sanddünenfeld. Am Ende des Pleistozäns und im frühen Holozän begünstigte ein trockenes, kaltes Klima mit starken Westwinden die Bildung von Flugsanddünen. Ein Großteil der Dünen hier ist als Strichdünen ausgebildet, die parallel zur herrschenden Windrichtung in West-Ost-Richtung ausgebildet sind, aber auch Quer- und Sicheldünen treten auf. | 150000 750 × 200         | Typ: Dünenfeld Art: Sand                                                                 | kein Aufschluss                | bedeutend          | Naturschutzgebiet, Landschaftsschutzgebiet, FFH-Gebiet   |                                               |
| Hopfenbacheinfall WSW von Großmuß                       |                | 273R015   | Saal an der Donau Position     | Donau-Isar-Hügelland    | Der in obermiozänen Kiesen und Sanden südöstlich Bachl entspringende Hopfenbach versickert dort, wo das Wasser den verkarstungsfähigen Malmkalk erreicht, an einer Bachschwinde im Untergrund. Das Hopfenabchtal setzt sich als Trockental weiter fort. Je nach Wasserführung verschwindet der Bach nahezu rückstaufrei in einer Doline bzw. staut sich zu einer größeren Seefläche auf. Nur bei sehr starken Wasseranfall erfolgt die Entwässerung oberirdisch durch das Hopfenbachtal. | 25 5 × 5                 | Typ: Bachschwinde Art: Ton, Mergel, Kalkstein                                            | kein Aufschluss                | wertvoll           | kein Schutzgebiet                                        |                                               |
| Kallmünzer im Jachenhausener Grund                      |                | 273R016   | Riedenburg Position            | Südliche Frankenalb     | Am Nordhang der Höhe 532,9, NE von Jachenhausen liegen sechs etwa kubikmetergroße Blöcke aus verkieseltem kretazischen Sandstein (Kallmünzer). | 2000 50 × 40             | Typ: Reliktgesteine Art: Quarzsandstein                                                  | Block                          | bedeutend          | Landschaftsschutzgebiet                                  |                                               |
| Klamm mit Höhlen SE von Riedenburg                      |                | 273R017   | Riedenburg Position            | Südliche Frankenalb     | Zwischen Prunn und Einthal bildet die Altmühl eine Klamm mit mehreren bis zu 40 m hohen Felsfreistellungen und einigen Kleinhöhlen. Die Höhlen im Frankendolomit wurden offensichtlich schon im Altpaläolithikum bewohnt. Ein überörtlicher Wanderweg (Altmühltal-Panoramaweg) erschließt die Klamm und die Klammhöhle. | 36000 400 × 90           | Typ: Klamm Art: Dolomitstein                                                             | Hanganriss/Felswand            | wertvoll           | Naturschutzgebiet, Landschaftsschutzgebiet, FFH-Gebiet   |                                               |